# 洋蔥電影
《洋蔥電影》（英語：The Onion Movie）是一部美國喜劇電影，以美國諷刺報紙《洋蔥報》為藍本，描述它一個虛構記者的故事。電影的編劇是《洋蔥報》的兩名寫手Robert D. Siegel和Todd Hanson。于2003年拍攝，2008年6月3日直接以DVD發行。

## 評價
IMDb被這部電影10分中6.2分的評價。

## 外部鏈結
- 互联网电影数据库（IMDb）上《洋蔥電影》的资料（英文）